# Holcencyrtus liriomyzae
Holcencyrtus liriomyzae is een vliesvleugelig insect uit de familie Encyrtidae. De wetenschappelijke naam is voor het eerst geldig gepubliceerd in 1951 door Risbec.